# Husky VMMD
Husky VMMD (з англ. Vehicle-Mounted Mine Detection) це південноафриканська спеціальна машина для виявлення вибухонебезпечних предметів та розміновування. Машина розроблена таким чином, щоб у випадку підриву руйнувалися змінні компоненти, а кабіна залишалася неушкодженою.
Husky виготовляється у Південній Африці на потужностях компаній DCD Protected Mobility та Critical Solutions International.

## Розвиток
Husky веде своє походження від Pookie, родезійської машини для розміновування.
Спочатку використовувався як головний елемент у комплексі для видалення мін Chubby. Рання система Chubby включала автомобіль для виявлення свинцю Meerkat, другий засіб захисту Husky, що буксирував причіп для підриву міни, і третій автомобіль із запасними частинами.
Husky був прийнятий на озброєння у 1970-х. Збройні сили Південно-Африканської Республіки широко використовували Husky для розмінування маршрутів військових конвоїв під час військових конфліктів уНамібії й Анголі.
У середині 1990-х, DCD Group та Critical Solutions International планували доставити технологію у США і пройшов дворічну програму порівняльних випробувань за кордоном з Міністерством оборони США, а також подальші модифікації та випробування. У 1997 році почалося виробництво для військових США.
Протягом наступних двадцяти років Husky пройшов низку модернізацій й оновлень. Наразі військові підрозділи США використовують транспортні засоби Husky як засоби виявлення й очищення від вибухонебезпечних предметів.

## Конструкція
Husky є транспортним засобом, що відноситься до категорії MRAP.
Гострий V-подібний низ Husky зменшує ефект вибуху завдяки збільшенню дорожного просвіту та стійкості від вибуху, підвищення жорсткості конструкції корпусу та відведення енергії вибуху й осколків від платформи з пасажирами.
Husky сконструйовано фрагментуватися під час вибуху, передаючи енергію вибуху на знімні передні та задні модулі, а не на важливі частини автомобіля чи пасажирів, розташованих у кабіні. Його три основні компоненти (центральна кабіна з модулями передніх і задніх коліс) з'єднані за допомогою зрізних штирів.
Важливі частини розроблені таким чином, щоб руйнуватися у наперед передбачених місцях, запобігаючи катастрофічним пошкодження та дозволяючи екіпажу швидко замінювати модулі на місці. Такий підхід збільшує термін служби транспортного засобу та обмежує необхідність евакуації транспортного засобу до об'єктів технічного обслуговування.
Кабіна Husky оснащена куленепробивними вікнами. На даху є вхідний люк.
Husky Mk III та Husky 2G мають турбодизельні двигуни Mercedes-Benz OM906LA разом із Allison Transmission 2500 SP 5-швидкісною автоматичною трансмісією. Може сягати максимальної швидкості у 72км/год та може проїзджати 350 км.

## Варіанти і обладнання

###### Husky Mk I
Перша серійна модель Husky виготовлена у 1970-х. Замінена моделлю Husky Mk II.

###### Husky Mk II
Друга серійна модель Husky. Замінена моделлю Husky Mk III.

###### Husky Mk III
Сучасний варіант із екіпажем з одної людини. Платформа інтегрована з імпульсними індукційними металодетекторними панелями та естакадними шинами, які дозволяють операторам регулювати тиск повітря в шинах, щоб зменшити ризик наїзду на наземні міни, не викликаючи детонації. Husky Mk III, як і інші моделі, спроектована в модульній, розбірній конфігурації.

###### Husky 2G
Двомісний варіант Husky Mk III. Розвиток Husky 2G відбувся через використання цих машин у довготриваліших місіях та використовування кількох систем виявлення. Husky 2G був створений із додаванням високочутливих детекторів, наземних радарів, комплектів відеооптики та дистанційних станцій зброї. Необхідність працювати із додатковим обладнанням вимагало другого оператора.

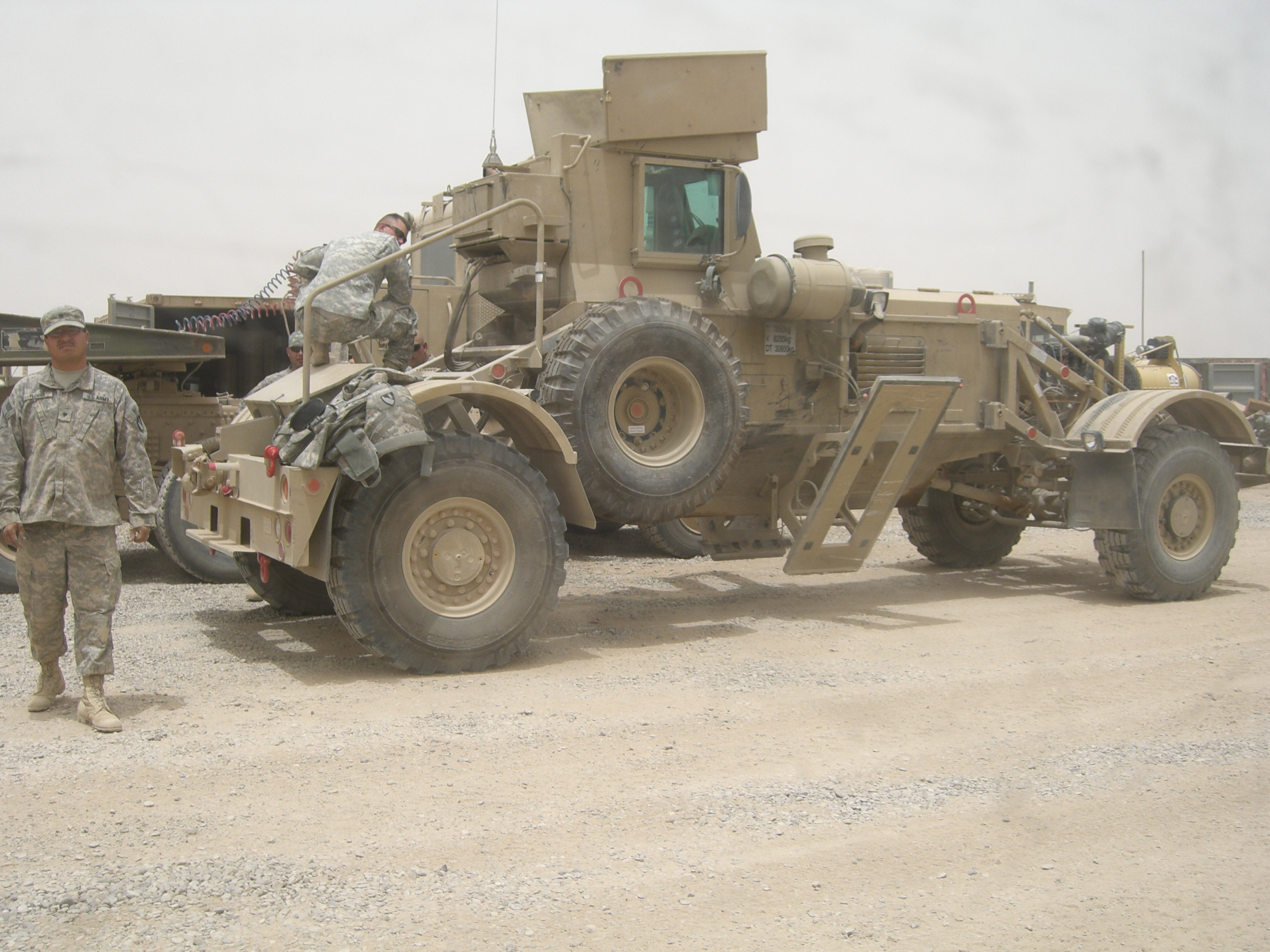
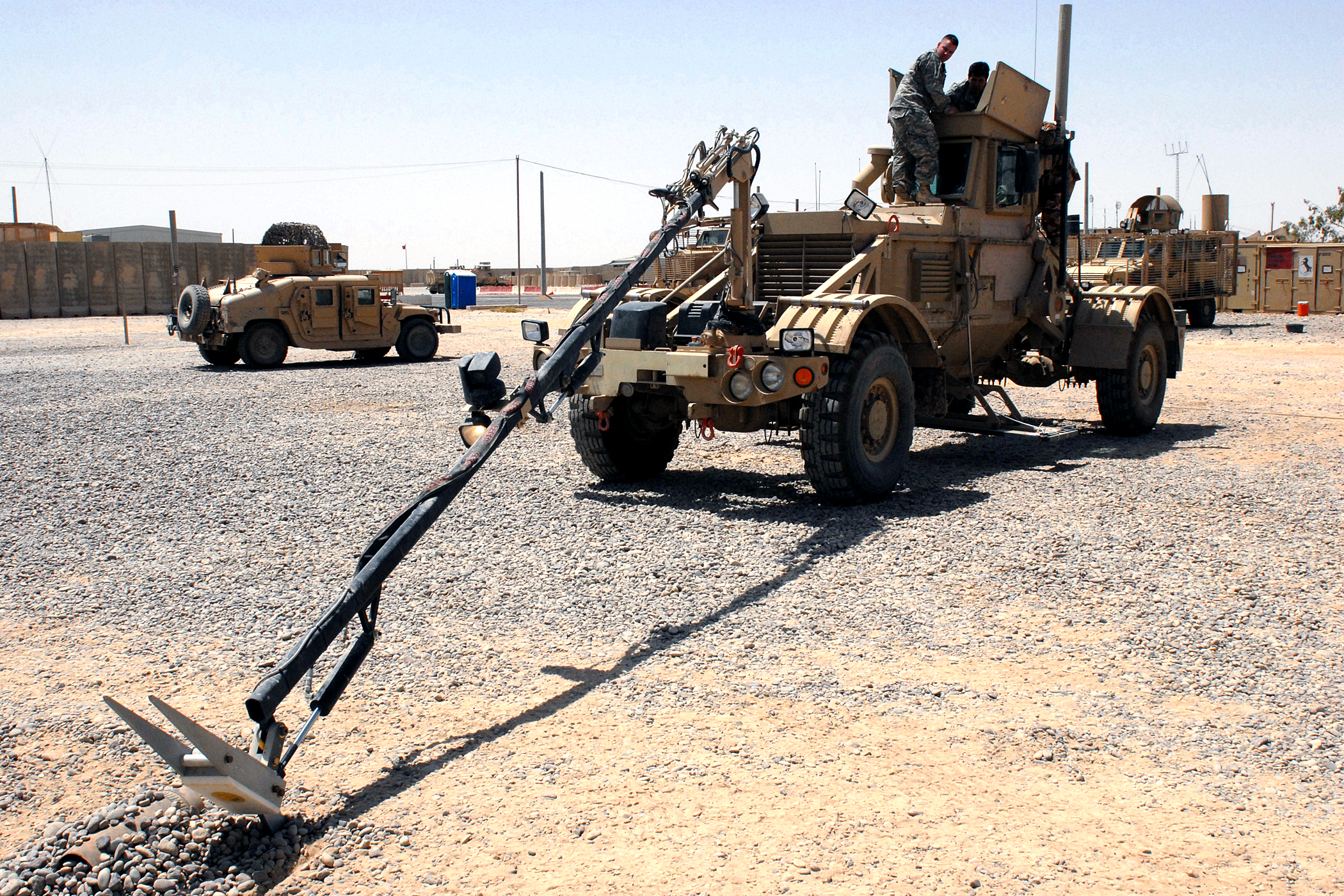
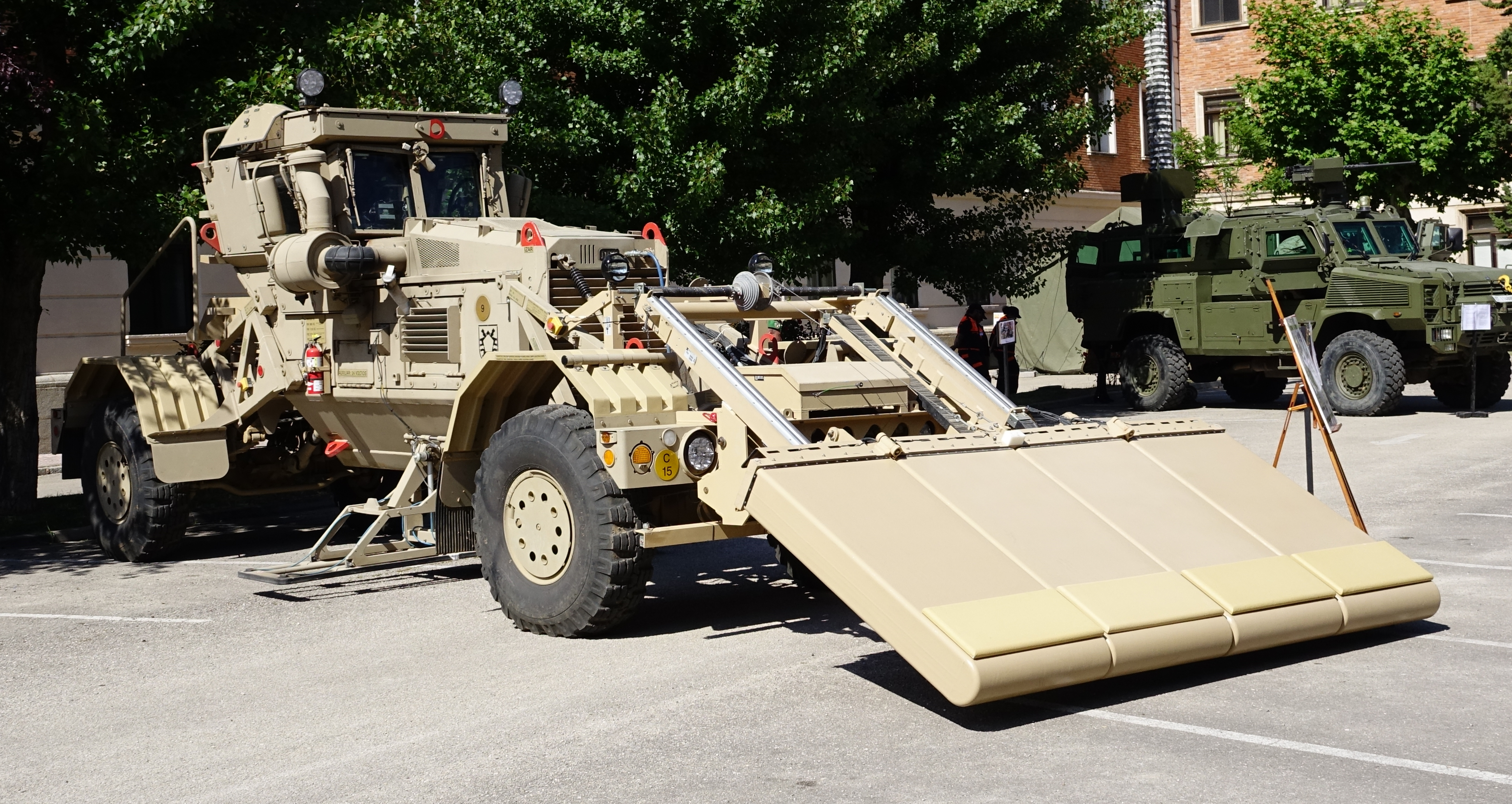
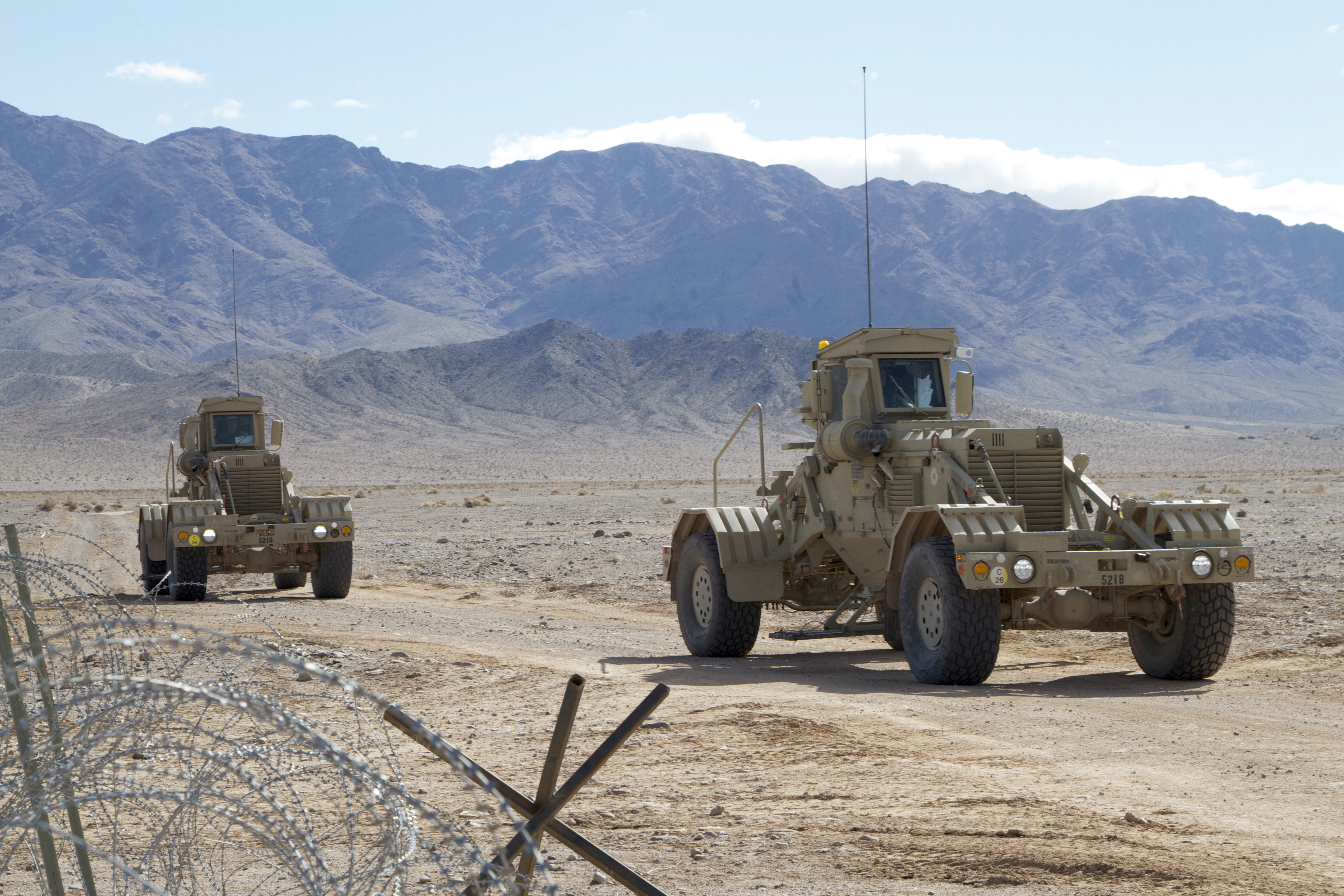
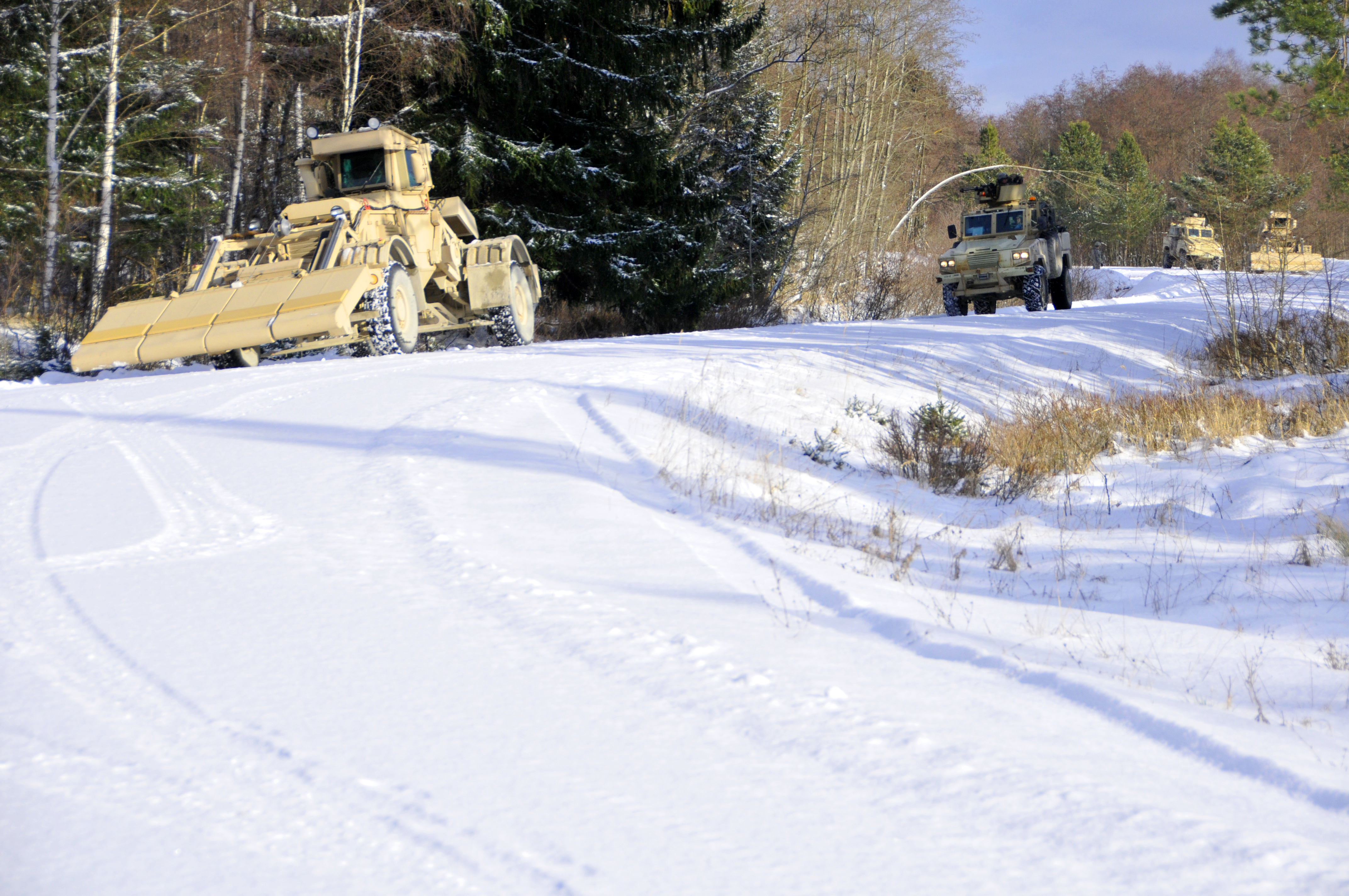
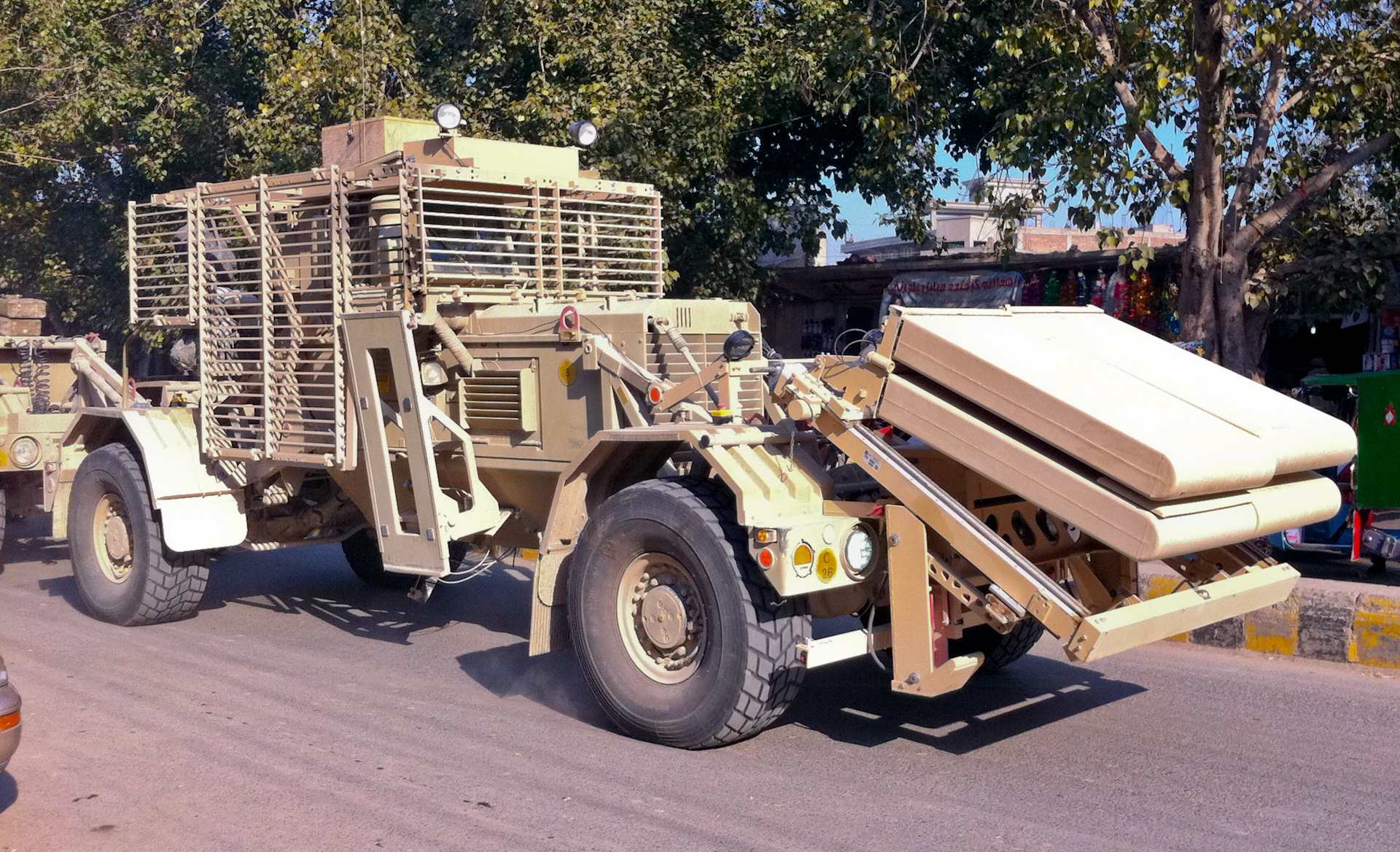

Husky здатний перевозити наступне обладнання та корисні вантажі:
- Автономні оновлення транспортного засобу
- Реактивна броня та захисна сітка
- Димові гранатомети
- Електронні засоби протидії
- Система дистанційної зброї

- Металодетектори
- Наземний радар
- Нелінійні сповіщувачі сполучення
- Детектори стрільби

- Роботизовані руки
- Повітродувки
- Водокопувачі
- Теплові камери
- Комплект оптики

- Заряди лінії розмінування

- Шахтні катки
- Пасивна інфрачервона система ураження Rhino
- Мінний загороджувач
- Розстойні валики
- Електростатичний розряд
- Ремонтний комплект RedPack

## Оператори
| Husky Mk III                                  |
| --------------------------------------------- |
| Армія США                                     |
| Корпус морської піхоти США                    |
| Канадська армія                               |
| Австралійська армія                           |
| Збройні сили Південно-Африканської Республіки |
| Збройні сили Кенії                            |
| Husky 2G                                      |
| Армія США                                     |
| Збройні сили Іспанії                          |
| Національні збройні сили Латвії               |
| Збройні сили Туреччини                        |
| Сухопутні війська Саудівської Аравії          |
| Збройні сили Іраку                            |
| Збройні сили Єгипту                           |
| Збройні сили Йорданії                         |
| Збройні сили Ірану                            |